# Your Body's Callin'
«Your Body's Callin»' es un sencillo del artista de R&B estadounidense R. Kelly de su álbum 12 Play. Kelly también lanzó un remix en colaboración con Aaliyah para la cara-B del sencillo, llamado "Your Body's Calling His N Hers Mix". La canción logró alcanzar el número 2 en los catálogos estadounidenses de R&B.

## Vídeo musical
El vídeo musical está dirigido por Millicent Shelton. El vídeo fue creado para hacer parecer que fue rodado en verano, pero fue filmado en invierno.

## Recepción
Según allmusic la canción fue recibida positivamente por parte de la crítica profesional, llamándola "una buena apertura" para el álbum y alabando la producción.

## Listas
| Lista (1994)                                    | Posición |
| ----------------------------------------------- | -------- |
| UK Singles Chart                                | 19       |
| New Zealand Singles Chart                       | 43       |
| US Billboard Hot 100                            | 13       |
| US Billboard Hot Dance Music/Maxi-Singles Sales | 4        |
| US Billboard Rhythmic Top 40                    | 3        |
| US Billboard Hot R&B/Hip-Hop Singles & Tracks   | 2        |